# 文学論争

文学論争（ぶんがくろんそう）とは、文学に関連して起こる論争のことである。

## 日本の主な文学論争
「舞姫」論争
森鷗外の小説『舞姫』に関連して起こった論争。日本史上初の近代文学論争である。
没理想論争
1891年から翌年にかけて、坪内逍遥と森鷗外との間で行われた論争。『早稲田文学』と『しがらみ草紙』が主舞台となった。デジタル大辞泉によると「逍遥の没理想に対して、鴎外は理想なくして文学なしと応酬した。」とのことである。
「小説の筋」論争
1927年に芥川龍之介と谷崎潤一郎の間で行われた論争。のちに『文芸的な、余りに文芸的な』に纏められた。
「思想と実生活」論争
1936年に正宗白鳥と小林秀雄の間で行われた論争。
純文学論争
1960年代に平野謙の問題提起に始まり行われた論争、または1990年代後半から2000年代初頭に笙野頼子を中心に発生した論争。
「たけくらべ」論争
1985年に佐多稲子が「初店」説を提起したことに端を発し、それまで定説化していた「初潮」説を擁護する前田愛が反論する形で始まった論争。

## 世界の主な文学論争
「ねじの回転」の解釈をめぐる論争ヘンリー・ジェイムズの中編小説「ねじの回転」（1898年）の解釈をめぐり、エドマンド・ウィルソンによる精神分析学的批評（1934年）などから始まった論争。
ウェルギリウスの「エクローグ」の解釈をめぐる論争ウェルギリウスの「エクローグ（詩選、牧歌）」は多様な解釈が可能なテクストであり、古代にはアレゴリーとして解釈され、18世紀には宮廷文学として読まれ、19世紀には自然主義の立場から批判され、20世紀にはポスト・モダニズムの解釈が流行した。